# خالووو
خالووو (به صربی: Halovo) یک منطقهٔ مسکونی در صربستان است که در زایچار واقع شده‌است. خالووو ۸۵۶ نفر جمعیت دارد.